# 圣洛朗德索泰勒
圣洛朗德索泰勒（法語：Saint-Laurent-des-Autels，法語發音：[sɛ̃ loʁɑ̃ de.z‿otɛl] ⓘ）是法国曼恩-卢瓦尔省的一个旧市镇，属于绍莱区。2015年12月15日，圣洛朗德索泰勒和相邻的8个市镇合并为新市镇奥雷当茹（Orée d'Anjou）。

## 地理
圣洛朗德索泰勒（47°17'13"N, 1°11'27"W）面积18.55 平方千米，位于法国卢瓦尔河地区大区曼恩-卢瓦尔省，该省份为法国西部内陆省份，大致对应安茹地区，北起顺时针与马耶讷省、萨尔特省、安德尔-卢瓦尔省、维埃纳省、德塞夫勒省、旺代省、大西洋卢瓦尔省和伊勒-维莱讷省接壤。
与圣洛朗德索泰勒接壤的市镇（或旧市镇、城区）包括：德兰、勒菲莱、朗德蒙、利雷、圣克里斯托夫-拉库普里、圣索沃尔德朗德蒙。
圣洛朗德索泰勒的时区为UTC+01:00、UTC+02:00（夏令时）。

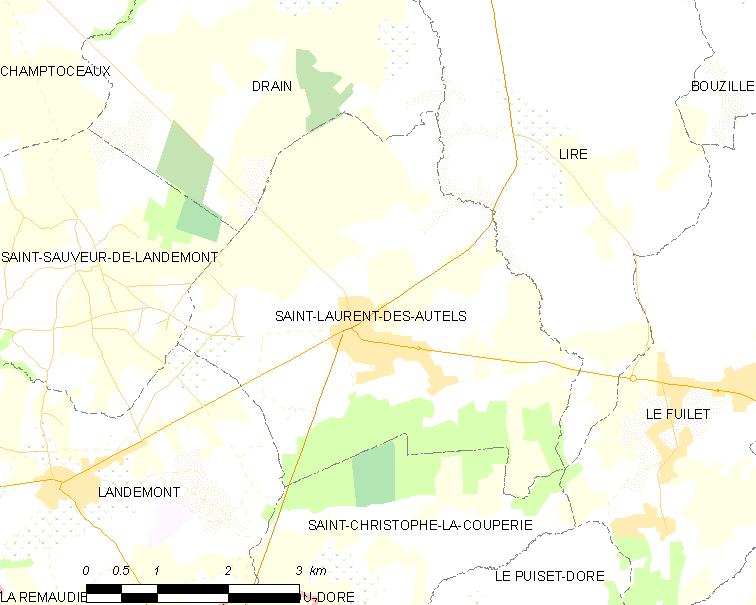
圣洛朗德索泰勒的OSM定位图

## 行政
圣洛朗德索泰勒的邮政编码为49270，INSEE市镇编码为49296。

## 政治
圣洛朗德索泰勒所属的省级选区为卢瓦尔河畔莫日县。

## 人口

1962-2008年间圣洛朗德索泰勒人口变化图示

圣洛朗德索泰勒于2018年1月1日时的人口数量为2273人。